# Iléus méconial
Iléus méconial ou meconium ileus pour les anglo-saxons est une occlusion intestinale du nouveau-né, due à l'arrêt du méconium dans l'iléon terminal ; c'est la manifestation la plus précoce et la plus grave de la mucoviscidose.